# المجلس العسكري الانتقالي (2019)
المجلس العسكري الانتقالي ويُعرف أيضًا باسمي المجلس العسكري الانتقالي السوداني أو المجلس العسكري الانتقالي في السودان؛ هو مجلس عسكري سوداني، تشكّل عقب عزل الرئيس السوداني عمر البشير في 11 أبريل 2019، الحدث الذي عُرف بانقلاب 2019 في السودان. أصبح المجلس منذ ذلك التاريخ، يدير شؤون الحكم في السودان. وفي 20 أغسطس 2019 حُلَّ المجلس العسكري بشكل رسمي بصدور مرسوم بتشكيل المجلس السيادي السوداني، الذي أدّى أعضاؤه القسم الدستوري في 21 أغسطس 2019. تألّف المجلس الانتقالي من عشرة أعضاء بالأساس هم قادة من أفرع القوات المُسلحة السودانية. وترأسه الفريق أوّل رُكن عبد الفتاح البرهان، المفتش العام للقوات المسلحة السودانية، بعد أن استقال أحمد عوض بن عوف، وزير الدفاع السوداني السابق، الذي رأس المجلس أوّل مرة، وليوم واحد فقط، إثر مشاركته في الانقلاب. بينما أصبح قائد قوات الدعم السريع السودانية، الفريق محمد حمدان دقلو نائبًا لرئيس المجلس.
ضم المجلس أيضًا، اللواء شمس الدين شانتو بصفته ناطقًا إعلاميًا للمجلس، إضافة إلى عضوية كل من: الفريق أول ركن عمر زين العابدين (رئيس اللجنة السياسية في المجلس)، الفريق أول جلال الدين الشيخ (مُدير جهاز الأمن السوداني)، والفريق أول شرطة الطيب بابكر علي فضيل (مدير شرطة السودان)، وتقدّم الثلاثة السابق ذكرهم باستقالتهم من المجلس في 24 أبريل 2019، وأُعلِن أن الاستقالات قيد النظر.

## التاريخ

### الانقلاب
حصلَ الانقلاب عشيّة العاشر من نيسان/أبريل عام 2019 حيثُ تمت إزاحة الرئيس السوداني عمر البشير من السلطة بواسطة الجيش السوداني عقبَ احتاجاجات شعبيّة طالبت برحيله. حينَها أطاح الجيش بقيادة أحمد عوض بن عوف بالحكومة والبرلمان وأعلن حالة الطوارئ في البلاد لمدة 3 أشهر تليها فترة انتقالية مدّتها سنتين.
عوض بن عوف؛ والذي كان وزيرًا للدفاع في السودان ونائب الرئيس، أصبح رئيس الدولة بحكم الأمر الواقع كما تم أيضًا تعليق العمل بالدستور، وبالرغمِ من ذلك فلم يستمرّ هذا الأخير كثيرًا في السلطة حيثُ أُعلنَ في اليومِ الموالي «إزاحته» ليخلفه عبد الفتاح البرهان الذي أعلنَ عن تأسيس ما عُرف بالمجلس العسكريّ الانتقالي وعيّن حميدتي نائبًا له.

### مجزرة القيادة العامّة
في الثالث من حزيران/يونيو 2019؛ اقتَحمت قوات الدعم السريع التي يقودها حميدتي نائب رئيس المجلس العسكري مقرّ اعتصام المتظاهرين في محاولةٍ منها لتفريقهم بالقوّة حيثُ استَعملت المركبات والرصاص الحيّ ما تسبّبَ في مقتلِ أزيد من 100 مدني وجُرحِ مئات آخرين. وصفَ تجمّع المهنيين قادة المجلس العسكريّ بأن «أيديهم ملطخة بدماء الأبرياء في دارفور وجبال النوبة والنيل الأزرق بالإضافة إلى الخرطوم وغيرها من المدن والبلدات» كما دعا إلى إضراب عام لمدة ثلاثة أيام ردًا على ما جرى.

### المفاوضات

#### مفاوضات أبريل - يونيو
قالَ اللواء شانتو في مؤتمر صحفي عُقدَ في 14 نيسان/أبريل أن المجلس كان قد دعى المعارضة والمتظاهرين إلى تسمية حكومة مدنية؛ باستثناء وزارتي الدفاع والداخلية ورئيس الوزراء كونهم من «نصيب» المجلس. بحلول 12 حزيران/يونيو من نفسِ العام؛ أعدّت قوى إعلان الحرية والتغيير قائمة تضم ثمانية أعضاء مدنيين لمجلس حكومي انتقالي يضم 15 عضوًا ليحلوا محلّ المجلس العسكري؛ بينهم ثلاث نساء بالإضافة إلى ترشيح عبد الله حمدوك لمنصب رئيس الوزراء؛ وهوَ الذي كانَ يشغلُ منصبَ الأمين التنفيذي للجنة الاقتصادية لأفريقيا ابتداء من نوفمبر 2016.

#### تقاسم السلطة
في 5 تمّوز/يوليو 2019؛ وافقَ المجلس العسكري وقوى إعلان الحريّة والتغيير على اتفاقٍ يقضي بتشكيلِ مجلسٍ سيادي مكون من 11 عضوًا يضمُّ خمسة أعضاء عسكريين وخمسة أعضاء مدنيين بالإضافةِ إلى مدني واحد يتمّ اختيارهُ بالإجماع. طالبَت قوى إعلان الحرية والتغيير بتشكيلِ لجنة مستقلّة للتحقيق في مجزرة القيادة العامة والأحداث ذات الصلة من أجلِ معاقبة مرتكبيها من مخططين ومنفذين. اتفقَ الاثنان على أن يرأسَ المجلس السيادي الجديد شخصٌ عسكريّ لمدة 21 شهرًا ومن ثمّ مدني لمدة 18 شهرًا. بعدَ يومين من ذلك؛ ظهرَ عبد الفتاح البرهان رئيس المجلس العسكري على شاشات التلفزيون مؤكدًا على أنّ المجلس العسكريّ سيتمّ حله بعد تنفيذِ «الصفقة الانتقالية».
في الرابع من آب/أغسطس؛ وقّع المجلس العسكري مُمثلًا في حميدتي وقوى إعلان الحرية والتغيير ممثلةً في أحمد ربيع «مشروع الإعلان الدستوري»، الذي ينصُّ على 70 مادة قانونية تُحدّد كيف سيتمّ نقل السلطة من المجلس العسكري إلى المجلس السيادي وهيئات الدولة الانتقالية الأخرى. وكانَ توقيعُ مشروع الإعلان الدستوري قد حظي باهتمامٍ دولي واسع.

### المحاولات الانقلابية
تعرّض المجلس العسكري الانتقالي إلى عدة محاولات انقلاب فاشلة كشف عنها بين فترة وأخرى، وقد جرى إحباطها واعتقال المسؤولين عنها. في 12 تمّوز/يوليو أبلغَ جمال عمر إبراهيم من المجلس العسكريّ عنِ المحاولة الانقلابية الرابعة، مُشيرًا إلى أن 12 من ضباط الجيش وجهاز الأمن والمخابرات الوطني حاولوا تدبير انقلابٍ على المجلس لكنّ هذا الأخير أحبطَ المحاولة؛ ورفضَ في الوقتِ ذاته تسمية «المتآمرين المزعومين».
أعلنَ المجلس العسكري مُجددًا في 25 تموز/يوليو إفشاله محاولة انقلاب عسكريّ مؤكدًا أنه قد ألقى القبض على رئيس هيئة الأركان المشتركة الفريق هاشم عبد المطلب أحمد واللواء نصر الدين عبد الفتاح زوزير الخارجية السابق علي أحمد كرتي بالإضافةِ إلى قائد المنطقة الوسطى اللواء بحر أحمد ووزير المعادن السابق كمال عبد اللطيف والأمين العام للحركة الإسلامية زبير أحمد الحسن.

## حل المجلس
في 20 أغسطس 2019 جرى حل المجلس بشكل رسمي إثر صدور مرسوم بتشكيل المجلس السيادي السوداني الذي حل محل المجلس العسكري.